# Greg Lake
Gregory Stuart "Greg" Lake, född 10 november 1947 i Poole i Dorset, död 7 december 2016 i London
, var en brittisk rockmusiker, basist, gitarrist och sångare. 
Lake spelade på 1960-talet i gruppen The Gods med bland andra Ken Hensley, Lee Kerslake, Mick Taylor, John Glascock och Brian Glascock. Han lämnade gruppen 1968 för att bilda King Crimson tillsammans med bland andra Robert Fripp och Ian McDonald. Efter gruppens andra skiva In the Wake of Poseidon lämnade han dem för att bilda supergruppen Emerson, Lake & Palmer tillsammans med Keith Emerson från The Nice och Carl Palmer från Atomic Rooster. 
Lake hade 1975 en solohit med julsingeln "I Believe in Father Christmas" och albumdebuterade 1981 som soloartist med ett självbetitlat album där bland andra Gary Moore medverkade på gitarr. 1983 ersatte Lake tillfälligt John Wetton i supergruppen Asia. Under återstoden av 1980-talet höll Lake en relativt låg profil, men han och Keith Emerson återförenades som Emerson, Lake & Powell 1986 där Cozy Powell ersatte Carl Palmer på trumpallen. Denna sättning släppte dock endast en skiva. 1992 återförenades Lake med Emerson, Lake & Palmer och sedan dess har gruppen släppt två studioalbum och turnerat tillsammans, men främst har de tre medlemmarna gjort turnéer på egen hand.
Greg Lake avled i cancer den 7 december 2016.

## Diskografi
Soloalbum
- 1981 – Greg Lake
- 1983 – Manoeuvres
- 1996 – King Biscuit Flower Hour: Greg Lake In Concert
- 1997 – The Greg Lake Retrospective: From the Beginning
- 1998 – From the Underground: The Official Bootleg
- 2000 – Live
- 2004 – Nuclear Attack
- 2007 – Greg Lake
- 2010 – From the Underground Vol. II - Deeper Into The Mine. An Official Greg Lake Bootleg
- 2012 – Greg Lake Live
- 2013 – Songs Of A Lifetime
- 2017 – Live in Piacenza